# 布尔干苏木 (科布多省)
布尔干是蒙古国西部科布多省的一个苏木，与中国新疆维吾尔自治区昌吉回族自治州奇台县新疆生产建设兵团北塔山牧场接壤。布尔干县距离首都乌兰巴托1800公里，面积8104平方公里，海拔1179米，人口9266人，80%为土尔扈特人，9%为哈萨克人。1947年至1948年在此地与中国边境处发生北塔山事件。